# Jushui (sockenhuvudort i Kina, Zhejiang Sheng, lat 27,50, long 119,17)
Jushui (kinesiska: 举水乡) är en sockenhuvudort i Kina. Den ligger i provinsen Zhejiang, i den östra delen av landet, omkring 320 kilometer söder om provinshuvudstaden Hangzhou. Antalet invånare är 1 821. Befolkningen består av 890 kvinnor och 931 män. Barn under 15 år utgör 11,0 %, vuxna 15-64 år 68 %, och äldre över 65 år 19,0 %.
Runt Jushui är det ganska tätbefolkat, med 179 invånare per kvadratkilometer. Närmaste större samhälle är Lingyao, 19,0 km väster om Jushui. I omgivningarna runt Jushui växer i huvudsak blandskog.
Genomsnittlig årsnederbörd är 2 338 millimeter. Den regnigaste månaden är juni, med i genomsnitt 375 mm nederbörd, och den torraste är oktober, med 46 mm nederbörd.